# 新安塩田奴隷労働事件
新安塩田奴隷労働事件（シナンえんでんどれいろうどうじけん）とは、2014年2月6日に発覚した大韓民国・全羅南道新安郡新衣面の島である新衣島の塩田における知的障害者への無賃労働による奴隷・人身売買・搾取事件。
家出人や知的障害者100人以上が、違法な職業斡施業者に誘われて離島の塩田に奴隷として送り込まれて洗脳され、劣悪な環境と周囲の島民ら・現地警察の積極的協力の下で長期間に渡って強制労働をさせられていたこと、約2年後に同じ新安郡内の離島である黒山島に派遣された赴任教師への集団強姦事件（#新安郡離島赴任女性教師集団強姦事件参照）もあり、韓国国内で2つの離島がある「全羅南道新安郡」全体への批判を招いた。
100人を超える無賃労働被害者の数、現地警察の黙認や島民らが奴隷主に逃亡者を通報していたことの悪質さなど、韓国社会の障害者差別の根深さとして報道された。

## 概要
人身売買の仲介業者は正体を隠して、知的障害者に「食事も十分に提供する雇用先がある」「君を雇ってくれるところがある。ちゃんと飯も食わせてくれる」と声をかけ、実際は全羅南道新安郡の塩田業者に10万ウォンから30万ウォン（事件発覚当時の日本円で約9300 - 28000円）で売却していた。被害者のなかにはソウル駅でホームレスをしていたら、人身売買の仲介業者に声をかけられて島にいた者もいた。
現場となった塩田は新衣島など離島にあり、韓国での天日干しの高級塩は、ほとんどこの全羅南道新安郡で作られ、ブランド品となっていた。このうち、主に大規模塩田所有者が知的障害者を奴隷として扱っていた。
知的障害者の労働者は監禁され、さらに塩田労働に対する賃金は一切支払われていなかった。労働者は納屋・エアコンのない倉庫で約5時間の睡眠時間を与えられて生活し、食事は粗末であった。脱走を図った者は捕まえられスコップや鉄パイプ、角材でリンチされた。骨折の治療も受けられずに、片足切断の体で働かされている被害者もいた。地元警察も塩田奴隷を黙認しており、脱走した被害者は島民によって事業主に報告され、再び連行された。
被害者数は100人以上にのぼった。塩田業者は知的障害者の労働者に対して、「自分はここで働くしかないのだ」と思い込むよう洗脳していた。
塩を作らない季節は養魚場や建設現場での労働に従事させられていた。

### 発覚
こうした奴隷労働の実態が、奴隷となっていた被害者の1人が理髪店を通じて、ソウルの実家に送った手紙で発覚した。2014年2月6日に地元警察ではなくソウルの警察によって、塩田奴隷が発見・保護された。
また、これに先立って同年1月に2名の知的障害者が保護されていた。

### 発覚後
韓国警察庁は発覚した9日後である同2014年2月17日、塩田業者と木浦警察署新衣派出所との癒着疑惑についても捜査すると発表した。全南地方警察庁が塩田労働の実態調査に入ったのは2月18日で、発覚した2月6日から2週間の期間があったため、ジャーナリストの室谷克実は「奴隷を隠す時間を与えたような話ではないか」と批判した。
警察の捜査で、塩田奴隷となっていた者たちへの未払い賃金の総額は12億ウォン（約1億1160万円）に達したことも発覚した。
塩田経営者の中には発覚後の捜査前に知的障害者に対して「警察がお前らを収容所送りにしようとしている。捕まりたくなかったら、山のなかに隠れていろ」と指示し隠蔽工作を行うものもいた。
朴槿恵大統領は「21世紀にあり得ない衝撃的事件」と徹底的な再発防止を指示した。

## 事件を題材としたフィクション映画
同事件を題材としたフィクション映画『奴隷の島、消えた人々』が製作された。韓国では2016年3月3日、日本では2017年1月17日に公開された。

## 新安郡離島赴任女性教師集団強姦事件
2016年5月22日、赴任した20代の女性教師に父兄ら島民が小学校内部で集団で性的に暴行した事件が、再び同郡の離島である黒山島で発生した。事件発覚後の同年6月には奴隷事件も起こした全羅南道新安郡地域への批判や渡航禁止を求める要請が殺到した。

## 関連文献
- 室谷克実、諸星惣一郎 漫画『韓獄論』PHP研究所、2016年4月23日。ISBN 978-4-569-82925-8。